# Muadamiyat al-Sham
Muadamiyat al-Sham (Arabisch: قرية معظمية الشام; ook geschreven als Moadamiyet al-Sham of Moadamiya of Moadamiyah) is een Syrische stad in het westen van het gouvernement Rif Dimashq.
De plaats ligt administratief in het district Darayya en het subdistrict Nahiya Darayya en in de regio Ghouta.
Bij de volkstelling van 2004 had de stad 52.738 inwoners.
De plaats is gelegen aan de weg nr. 7 van Damascus naar Quneitra.
De stad werd genoemd naar Al-Mu'azzam Isa die als Koerdische sultan van de Ajjoebiden over Damascus regeerde van 1218 tot 1227.